# Drimys winteri
Drimys winteri är en tvåhjärtbladig växtart som beskrevs av Forst. Drimys winteri ingår i släktet Drimys och familjen Winteraceae. Inga underarter finns listade.

## Bildgalleri

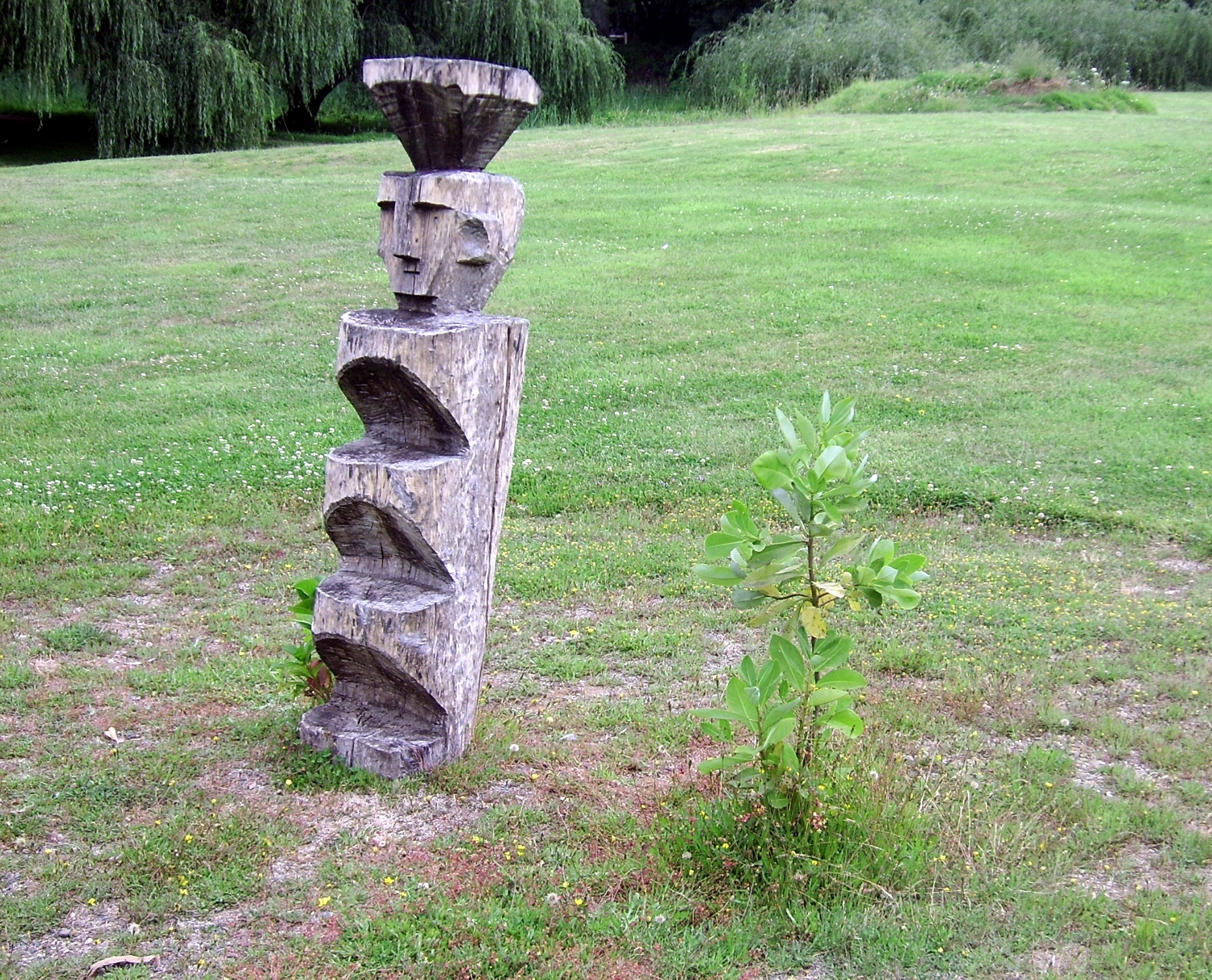
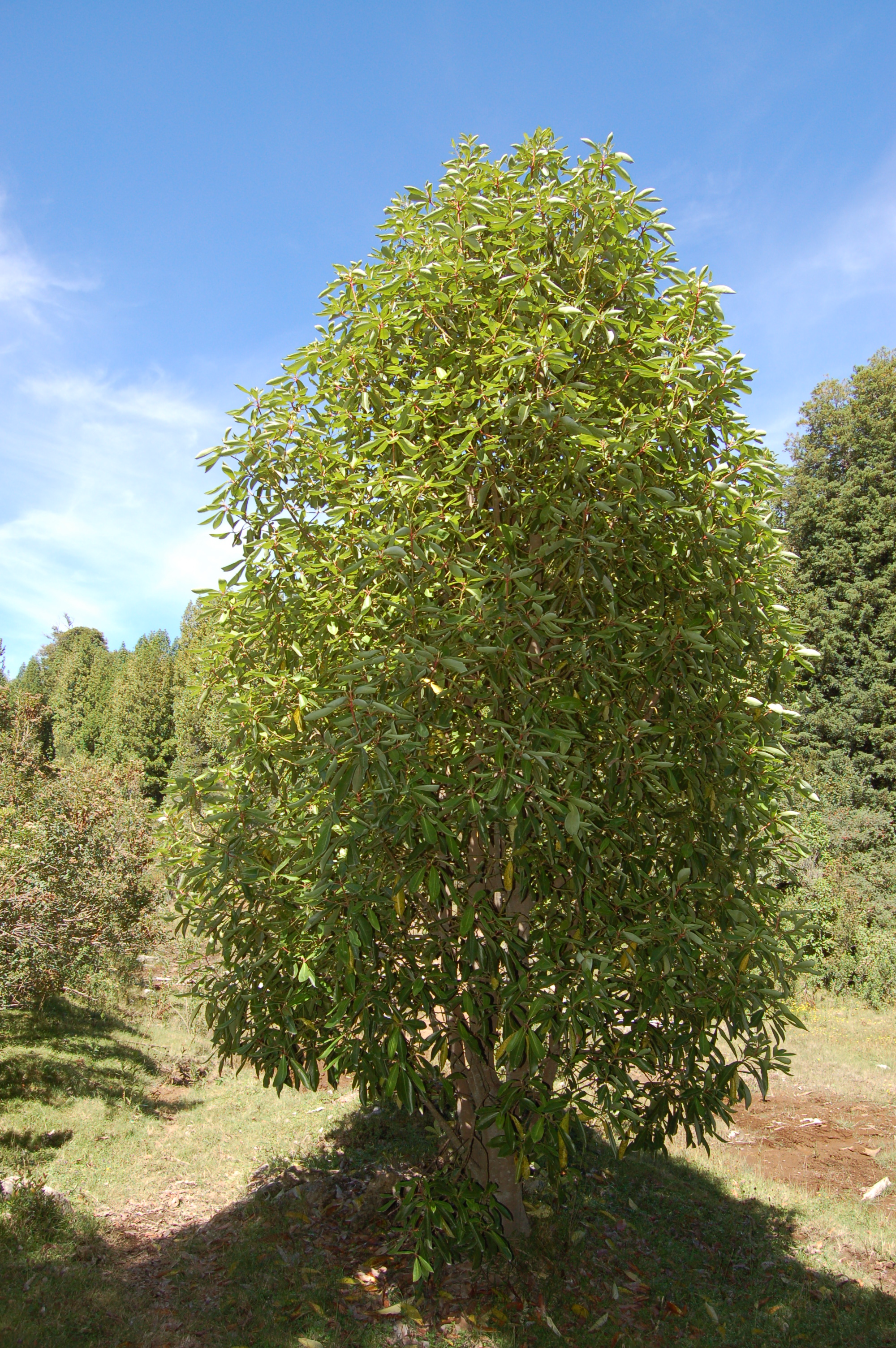